# Temporada 1887-1888 del Liceu
La temporada 1887-1888 s'inaugurava amb una estrena a Catalunya, Les Pêcheurs de perles de Bizet, anunciada aquí com I pescatori di perle, que serví com a presentació del tenor Alfonso Garulli. Del mateix autor s'estrenà al Liceu Carmen.
Quan el 9 de febrer de 1888 el mestre Joan Goula va ser objecte d'un homenatge, imposà el debut d'un deixeble predilecte, un tenor desconegut i destinat a ser un dels artistes més respectats i alhora un dels wagnerians més conspicus, Francesc Viñas, que cantà dos actes de Lohengrin. A partir d'aquest, aquesta obra apareix gairebé totes les temporades als cartells del Liceu, i en moltes ocasions més d'una a l'any.
La primavera de 1888, una temporada d'opereta italiana barrejava títols alemanys -sempre traduïts a l'italià- amb el llavors del tot desconegut Il barbiere di Siviglia de Paisiello, que no passà de la segona representació.
| Temporada 1887-1888 del Liceu |                      |                                                                   |                   | |           |                               |
| Òpera                         | Compositor           | Director musical                                                  | Director d'escena | Papers principals | Producció | Dates                         |
| Les Pêcheurs de perles        | Georges Bizet        |                                                                   |                   | Alfonso Garulli/Dante Del Papa, Ernestina Bendazzi Garulli/Emilia Corsi, Manuel Carbonell Villar, Luis Visconti |           | 29 d'octubre                  |
| Aida                          | Giuseppe Verdi       |                                                                   |                   | Mila Kupfer-Berger/Medea Borelli, Renée Vidal, Francesco Marconi, Maurice De Vries/Manuel Carbonell Villar, Anton Vidal, Luis Mirò |           | novembre                      |
| Der Freischütz                | Carl Maria von Weber |                                                                   |                   | Mila Kupfer-Berger/Ernestina Bendazzi Garulli, Concepció Mas, Alfonso Garulli, Luis Visconti |           | novembre                      |
| Mignon                        | Ambroise Thomas      |                                                                   |                   | Ernestina Bendazzi Garulli, Emilia Corsi, Clorinda Pini-Corsi, Alfonso Garulli, Anton Vidal, Guglielmo Giordani |           | novembre                      |
| I Puritani                    | Vincenzo Bellini     | Joan Goula                                                        |                   | Lluís Miró, Luis Visconti, Francesco Marconi, Eugeni Laban, Josep Massip, Vicenta Rey, Emilia Corsi |           | 5, 10, 24 novembre; 10 gener  |
| Les Huguenots                 | Giacomo Meyerbeer    |                                                                   |                   | Carolina Casanova de Cepeda/Medea Borelli, Emilia Corsi, Clorinda Pini-Corsi, Francesco Marconi, Maurice De Vries, Anton Vidal, Luis Visconti |           | novembre                      |
| Hamlet                        | Ambroise Thomas      |                                                                   |                   | Emilia Corsi, Renée Vidal, Maurice De Vries, Anton Vidal |           | desembre                      |
| La Favorita                   | Vincenzo Bellini     | Joan Goula (8 desembre)/Joaquim Maria Vehils (18 desembre; gener) |                   | Vincenzina Ferni (desembre), Giovanna Bardelli (gener), Andrés Antón (8 desembre), Giuseppe Ughetto (18 desembre; gener), Manuel Carbonell Villar (desembre), Eugeni Laban (gener), Antoine Vidal (8 desembre), Lluís Miró (18 desembre; gener), Josep Massip, Vicenta Rey |           | 8, 18 desembre 1887 / 1 gener |
| Lohengrin                     | Richard Wagner       | Joan Goula                                                        |                   | Mila Kupfer-Berger/Medea Borelli, Renée Vidal, Francesco Marconi/Julián Gayarre Maurice De Vries, Anton Vidal |           | 10 de desembre                |
| Lucrezia Borgia               | Vincenzo Bellini     |                                                                   |                   | Medea Borelli, Renée Vidal, Francesco Marconi, Anton Vidal |           | desembre                      |
| Carmen                        | Georges Bizet        | Joan Goula                                                        |                   | Lison Frandin, Dante Del Papa/Étienne Dereims, Emilia Corsi, Manuel Carbonell Villar, Elisa De Sanctis, Concepción Mas, Luis Visconti, Josep Masip, Guglielmo Giordani, Josep Boldù                                                                                        |           | 26 de gener                   |
| Giuditta                      | Stanislao Falchi     |                                                                   |                   | Ernestina Bendazzi Garulli, Medea Borelli, Francesco Marconi, Maurice De Vries, Anton Vidal |           | gener                         |
| Lucia di Lammermoor           | Gaetano Donizetti    |                                                                   |                   | Emilia Corsi/Ines Biliotti, Stefano Caylus, Eugeni Labán, Luis Visconti, Anton Oliver, Josep Massip, Concepción Arrieta |           | gener                         |
| Lohengrin                     | Richard Wagner       | Joan Goula                                                        |                   | Francesc Viñas, Medea Borelli, Renée Vidal |           | 9 de febrer                   |
| Carmen                        | Georges Bizet        |                                                                   |                   | Lison Frandin, Emilia Corsi, Clorinda Pini-Corsi, Enriqueta de la Incera, Augusto Brogi/Alfonso Garulli, Eugeni Labán, Luis Visconti, Josep Massip, Guglielmo Giordani, Domenec Campins                                                                                    |           | abril                         |
| Gioconda                      | Arrigo Boito         |                                                                   |                   | Medea Borelli, Renée Vidal/Emma Steinbach, Clorinda Pini-Corsi, Benedetto Lucignani/Enrico Giannini Grifoni, Eugeni Labán, Luis Visconti |           | abril                         |
| Lohengrin                     | Richard Wagner       | Joan Goula                                                        |                   | Medea Borelli, Carolina Casanova de Cepeda, Francesc Viñas, Eugeni Labán |           | 7 d'abril                     |
| Africana                      | Giacomo Meyerbeer    |                                                                   |                   | Medea Borelli, Emilia Corsi, Julián Gayarre, Joaquim Aragò, Anton Vidal |           | maig                          |
| Hamlet                        | Ambroise Thomas      | Joan Goula                                                        |                   | Ernestina Bendazzi Garulli, Giovannina Bardelli, Victor Maurel, Anton Vidal/Michele Riera |           | maig                          |
| Faust                         | Charles Gounod       |                                                                   |                   | Medea Borelli/Emilia Corsi, Clorinda Pini-Corsi, Augusto Brogi/Alfonso Garulli, Eugeni Labán, Victor Maurel/Anton Vidal |           | maig                          |
| I Puritani                    | Vincenzo Bellini     |                                                                   |                   | Emilia Corsi, Julián Gayarre, Eugeni Labán, Anton Vidal |           | juny                          |
| La Favorita                   | Gaetano Donizetti    | Joan Goula                                                        |                   | Emma Steinbach, Julián Gayarre, Eugeni Laban, Miquel Riera, Josep Massip, Concepción Arrieta |           | 20 juny                       |
| Lucrezia Borgia               | Vincenzo Bellini     |                                                                   |                   | Carolina Casanova de Cepeda, Clorinda Pini-Corsi, Julián Gayarre, Anton Vidal |           | juny                          |
| Mefistofele                   | Arrigo Boito         |                                                                   |                   | Medea Borelli, Emma Steinbach, Julián Gayarre, Anton Vidal |           | juny                          |
| Il barbiere di Siviglia       | Giovanni Paisiello   |                                                                   |                   | |           | primavera                     |